# Silvestre Selva Sacasa
Silvestre Selva Sacasa (* zwischen 1777 und 1800 in Léon oder Granada; † um 1855) war vom 16. Dezember 1844 bis 20. Januar 1845 Director Supremo (Staatschef) von Nicaragua.

## Leben
Am Ende des Jahres 1811 kam es in Granada zu einem Aufstand der Bevölkerung. Angesichts der Geschehnisse flüchteten Crisanto Sacasa, Joaquín de Arechavala, Roberto Sacasa und andere Angestellte der spanische Behörden nach Masaya, von wo aus sie Präsident José de Bustamante y Guerra über die Vorfälle in Granada informierten. Am 12. April 1812 begann die Belagerung von Granada. Zehn Tage nach ihrer Ankunft boten die Belagerer den Rebellen an, ihr Leben zu verschonen, wenn sie die Waffen niederlegten. Dieses Versprechen wurde jedoch nicht eingehalten und so wurden rund 150 Personen verhaftet. Unter diesen war auch Silvestre Selva. Während viele der Aufständischen zum Tode verurteilt und ihres Eigentums beraubt wurden, wurden Pío Argüello, Juan Espinosa, Pedro Guerrero, Tomás Madrid, José Gabriel O’Horan Argüello, José del Carmen Rivera und Silvestre Selva zu lebenslanger Haft und dem Verlust ihres Eigentums, die übrigen 133 Rebellen erhielten Freiheitsstrafen und wurden zur Zwangsarbeit verurteilt. Die überlebenden Verurteilten wurden schließlich durch ein Dekret vom 25. Juni 1817 begnadigt.
Selva war Mitglied des Partido Legitimista als León im Guerra de Malespín von Truppen aus Honduras, El Salvador und der Partido Legitimista angegriffen und belagert wurde. José Francisco del Montenegro und Juan Ruiz Gesandter waren Gesandte aus Rivas bzw. Granada bei Malespín. Die Gesandtschaft vermittelte, ohne Zustimmung des belagerten León, die Schaffung einer neuen Regierung. Selva bot sich an dieses Amt zu übernehmen und wurde am 8. Dezember 1844 zum Director Supremo ernannt und als provisorische Hauptstadt wurde zunächst Masaya gewählt, wo sich die Partido Legitimista gerade aufhielt.

## Familie
Selva Sacasa war mit Doña Sabina Estrada Carrillo verheiratet, mit der er mehrere Kinder hatte:
- Sohn Pedro Higinio Selva Estrada, wurde aus Nicaragua ausgewiesen und lebte lange auf Kuba
- Sohn Jose Dolores Selva Estrada
- Tochter Lorenza Selva Estrada ⚭ General José Trinidad Salazar Montealegre

Ein Nachfahre war Roberto Sacasa Sarria.